# Viale Olindo Pasqualetti
Viale Olindo Pasqualetti in precedenza Viale delle Palme, è una strada urbana alberata del comune di San Benedetto del Tronto, in provincia di Ascoli Piceno. Il viale intitolato al latinista e poeta Olindo Pasqualetti.

## Storia
Nella seconda metà del XIX secolo, fu commissionata per volere dell'ex sindaco di San Benedetto del Tronto Secondo Moretti (1871-1881), quel periodo segnò il passaggio da borgo marinaro a cittadina di più vaste ambizioni turistiche, con l'intento di creare un'ampia pineta e accoglienti giardini. I giardini furono disegnati dall'ingegnere Guglielmo Giustiniani nel 1873 e successivamente modificati ed abbelliti dall'Ingegnere Antonio Murri nel 1888. Nel 1934 venne inaugurata la Palazzina Azzurra, edificio in stile razionalista, è uno dei luoghi più simbolici della città.
Il 12 ottobre 2008, durante i festeggiamenti del santo patrono San Benedetto martire, ci fu la cerimonia di intitolazione del Viale a Olindo Pasqualetti.
Il Viale e la adiacente pineta sono stati completamente ristrutturati dall'ottobre 2009 al 2010, su progetto dell'architetto Farnush Davarpanah.il 30 luglio 2010 cerimonia di inaugurazione del riqualificato Viale Padre Olindo Pasqualetti.Ad'oggi l'impostazione del viale e dei giardini è rimasta come quando è stata ideata.

## Caratteristiche
Il Viale, di lunghezza media, circa 300 m e largo circa 60 m (con la Pineta), completamente isola pedonale collega Viale Secondo Moretti alla Palazzina Azzurra e al Lungomare. Caratteristica del Viale sono le alte Phoenix canariensis, e la pineta con varie essenze arboree, percorso per non i vedenti, pista ciclabile, il giardino e laghetto giapponese e la fontana con l’anfora.

## Luoghi d'interesse

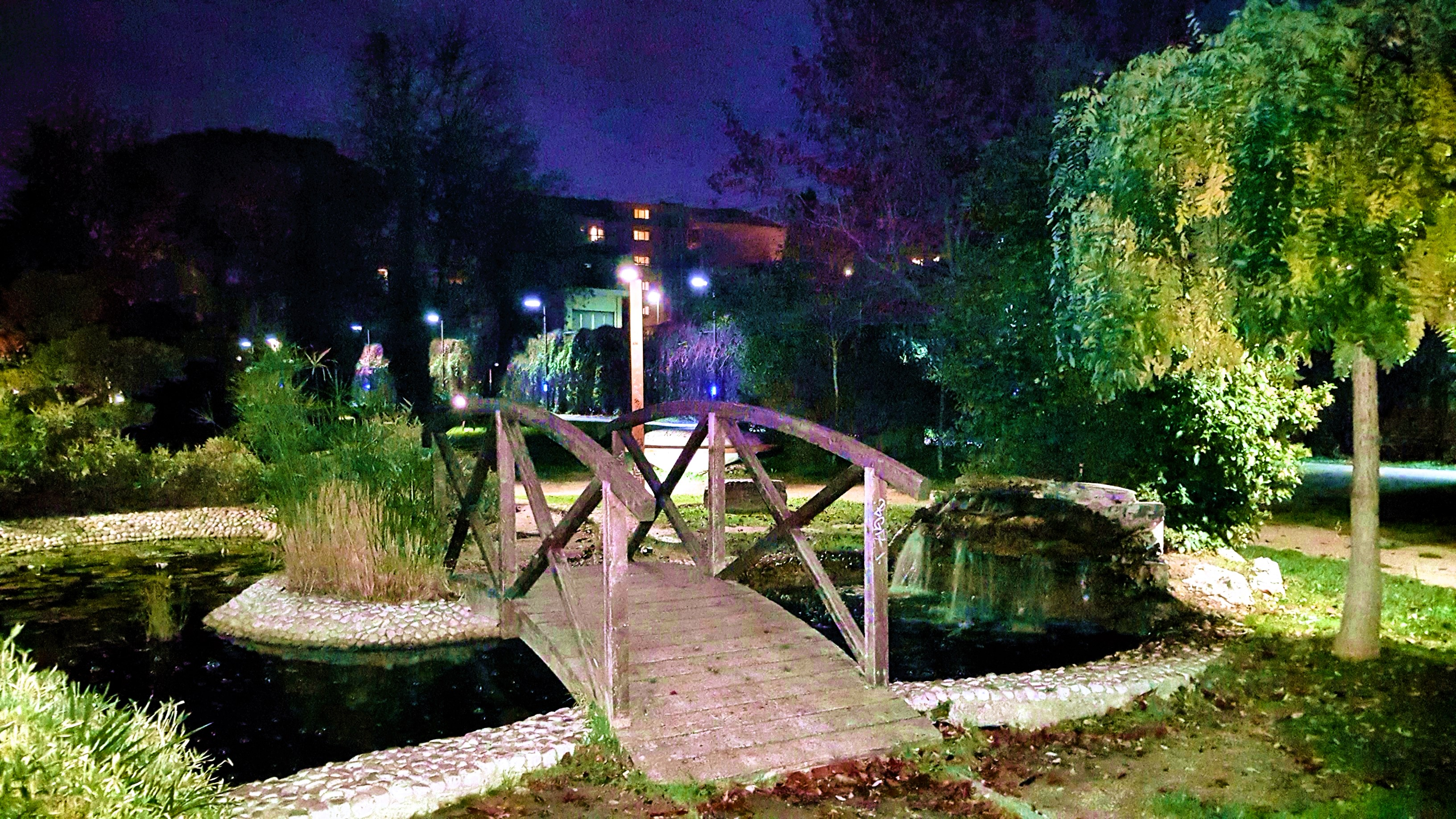
Il laghetto del giardino giapponese

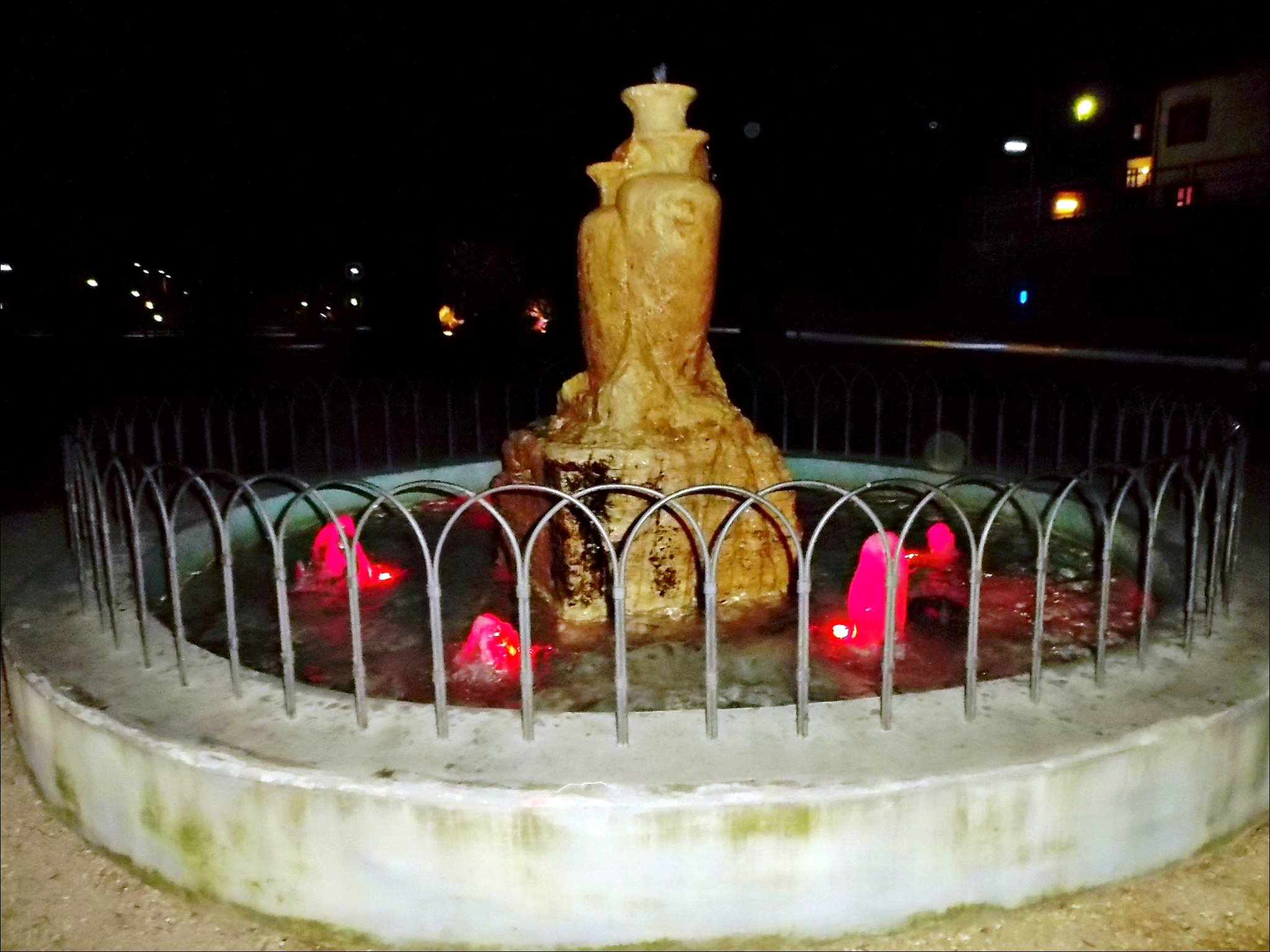
La fontana con l’anfora

- Giardino giapponese — con una superficie di 150 m², è divenuto la principale attrazione della Pineta Pasqualetti. Elementi di questo "giardino" (di forma circolare che si trova in posizione centrale all'interno dell'area verde) sono il "laghetto" ( con pesci rossi e ninfea comune ), la piccola "cascata" e le essenze arboree tipiche (aceri, azalee e zoysia japonica), come anche i movimenti del terreno e le pietre che rappresentano le montagne.
- Fontana con l’anfora — la fontana è stata recuperata nel corso della ristrutturazione dell'intera area, con l'inserimento di un sistema che realizza una "fontana danzante" con l'illuminazione composta da diversi tipi di luce colorata.[9]

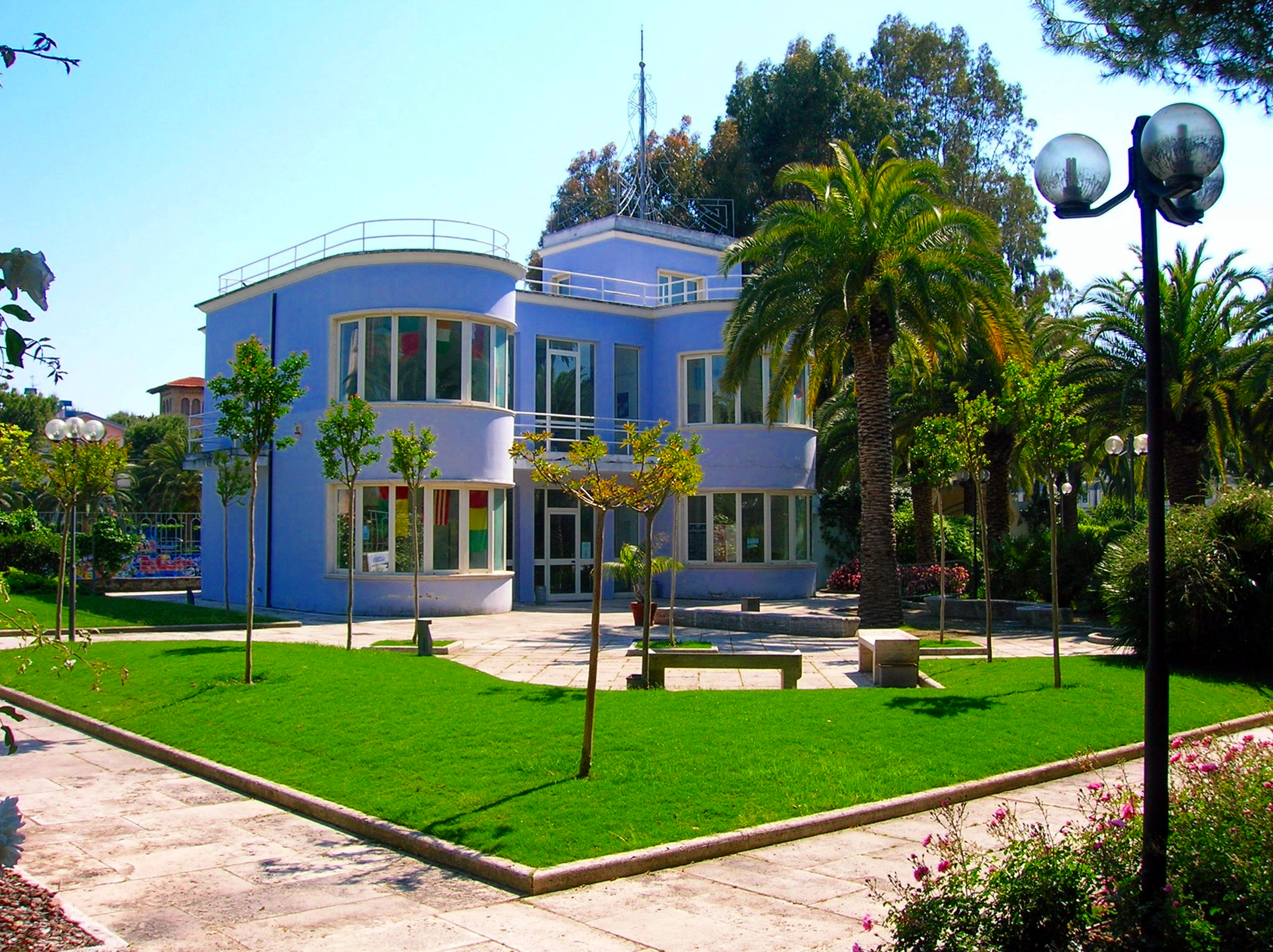
La Palazzina Azzurra

- Palazzina Azzurra — collocata all'ingresso del Lungomare nord, fu realizzata nel 1935 dall'ing. Luigi Onorati. In un primo tempo luogo di ritrovo mondano, oggi è luogo di mostre;[10] al suo interno è presente un giardino con varie essenze floreali e la scultura in neon colorato Vale&Tino di Marco Lodola.[11][12]Nel periodo estivo la Palazzina Azzurra viene spesso scelta come scenario per matrimoni civili.[13]All'interno del parco dell'edificio sono esposte in forma permanente due sculture Vale&Tino, scultura in neon colorato, di Marco Lodola e la La Farfalla, scultura in ferro assemblato, di Giuseppe Marinucci.[14]